# Klara Neurauter

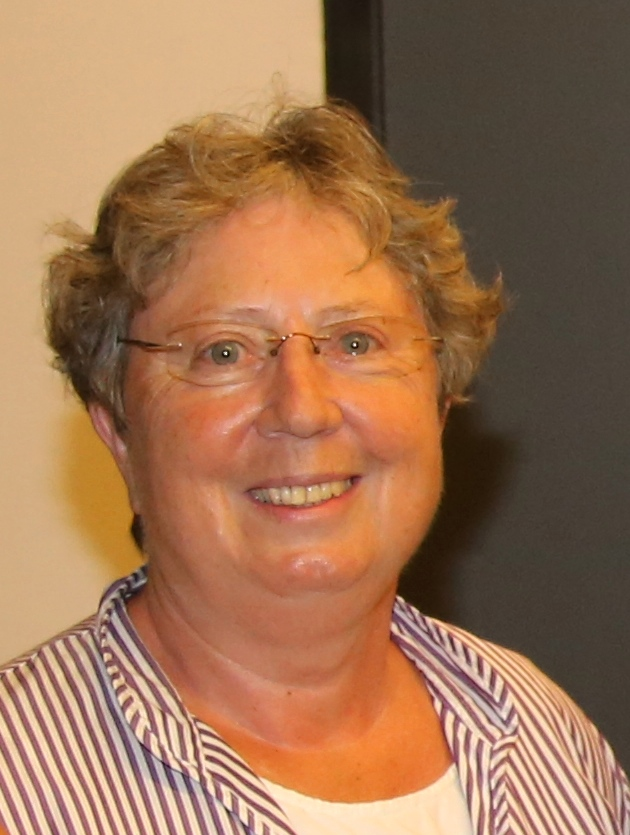
Klara Neurauter

Klara Neurauter (* 30. Juli 1950 in Imst, Tirol) ist eine österreichische Politikerin (ÖVP). Vom 28. März 2018 bis zum 10. Oktober 2020 gehörte sie dem Bundesrat an. Weiters ist sie Mitglied der Landesleitung des Tiroler Seniorenbunds und Stellvertreterin des ÖVP-Stadtparteiobmannes in Innsbruck.

## Leben
Von 1973 bis 2002 war sie Chefsekretärin im Innsbrucker Bürgermeisterbüro. Anschließend war sie bis August 2013 in derselben Funktion im Tiroler Landeshauptmannbüro und im Büro des Tiroler Landtagspräsidenten angestellt, danach ging sie in Pension.
Nach der Landtagswahl in Tirol 2018 entsandte die Tiroler Volkspartei Klara Neurauter zusammen mit Peter Raggl und Elisabeth Pfurtscheller in die Länderkammer.
Klara Neurauter hatte im Bundesrat folgende Ausschussmandate inne:
- Ausschuss für Verfassung und Föderalismus
- Gleichbehandlungsausschuss
- Ausschuss für Unterricht, Kunst und Kultur
- Justizausschuss
- frühere Mitgliedschaften (April bis Juni 2018):
  - Ausschuss für Innovation, Technologie und Zukunft
  - Ausschuss für Sportangelegenheiten

Im Oktober 2020 schied sie aus dem Bundesrat aus und wurde Ersatzmitglied, ihr Mandat übernahm Sebastian Kolland, der bis dahin als Ersatzmitglied fungierte. Der Wechsel zur Halbzeit der fünfjährigen Legislaturperiode wurde bei der Nominierung der Bundesräte im Frühjahr 2018 vereinbart.